# علم التسويق العصبي
علم التسويق العصبى (في الإنكليزية Neuromarketing) علم حديث يعتبر احدث اساليب التسويق الحديثة للسيطرة على دماغ المستهلك والتعرف ليس فقط بماذا يفكر المشتري أو يشعر بل التوصل أيضا إلى معرفة ماذا ينوى ان يفعل أو ماذا يريد.

## ظهور العلم
من خلال الابحاث المهتمه بدراسة اسرار الدماغ البشرى وذلك عن طريق التجارب من خلال عرض بعض الصور والافلام امام شخص ما وفي نفس الوقت يتم مراقبته ودراسة ردود افعال الدماغ لمى تعرضه هذه الصور والافلام عن طريق أجهزة طبية مثل أجهزة الرنين المغناطيسي الوظيفى التي من خلالها يتم تحليل ردود الافعال ومن ثم يبنى عليها تحليل مفصل للشخصية ومن هنا ظهر مايسمى التسويق العصبى Neuromarketing وهو الناتج التجارى لفرع البحث الطبى الجديد المزدهر المعروف باسم Cognitine roscience علم الاعصاب المعرفى والذي ظهر في اواخر التسعينات بجامعة هارفارد بالولايات المتحدة الأمريكية حيث البروفيسور جرى زالتمان ومساعديه عندما كانوا يقومون باجراء بعض الابحاث من خلال مسح وتصوير لبعض أدمغة متطوعين لمصلحة بعض الشركات الكبرى.
اما حاليا فان المتبني لهذه الابحاث هي جامعة ايمورى بالولايات المتحدة بالتعاون مع شركة برايت هاوس وتتم عملية تحليل الشخصيات باستخدام حقول مغناطيسية شديدة القوة تقوم عبرها أجهزة الرنين المغناطيسي بتتبع الهيموجلويين الغنى بالأكسجين والهيموجلوبين الخالى من الاكسحين في الدماغ مما يعطى الباحثين صورة تفصيلية لحظية عن اتجاه وأماكن سريان الدم وأماكن الخلايا العصبية التي تنشط خلال تلك العملية.

## اهمية العلم
هناك أهمية بالغة لهذا العلم وقد صرفت اموال طائلة لدراسته وتغطية تكاليف ابحاثه.
وقد اظهرت نتائج هذا البحث الكثير من النجاحات لما تقدمه من نصائح للشركات وعن كيفية تقديم الاعلانات وطريقة البيع من خلال الدعايات التي تعتمد على ما يفضله المستهلك، لذا نجد الكثير من الاعلانات تحمل طابع الفرح والسعادة والحيوية المفعمة والنشيطة للحياة.

## السلبيات والعوارض الجانبية
تكمن مشكلة التسويق العصبى في أن استعمال تكنولوجيا الرنين المغناطيسي للتأثير على المستهلك ودراسة نفسيته تعتبر امر خاطئ على صحة الإنسان حيث يمكن ان تدفع هذه الطريقة الناس إلى شراء منتجات غير صحية ينتج عنها زيادة في الوزن أو شرب الخمور ورغم أن التسويق العصبى يعتبره بعض العلماء من انه أفضل عامل مساعد على تلبية الحاجات الحقيقة للمستهلكين وأفضل بكثير من اساليب التسويق المعتادة والتقليدية وعلى رغم كل هذا إلا انه يظل فهم سلوك المستهلك صعب التنبؤ به